# Winterborne Whitechurch
Winterborne Whitechurch est une paroisse civile et un village du Dorset, en Angleterre.